# Deutsche STI-Gesellschaft – Gesellschaft zur Förderung der Sexuellen Gesundheit
Die Deutsche STI-Gesellschaft – Gesellschaft zur Förderung der Sexuellen Gesundheit (DSTIG) ist eine interdisziplinäre Fachgesellschaft, die sich mit der Behandlung, Diagnostik, Prävention und Aufklärung sexuell übertragbarer Infektionen und Erkrankungen (STI/STD) auseinandersetzt.
Die Gesellschaft ist als gemeinnütziger Verein organisiert. Die Mitglieder stammen aus verschiedenen Fachbereichen, die einen inhaltlichen Bezug zu Fragen der Sexuellen Gesundheit haben (Dermatologie, Venerologie, Urologie, Gynäkologie, Epidemiologie, Psychologie, Pädagogik und dem öffentlichen Gesundheitsdienst). Die Deutsche STI-Gesellschaft ist Mitglied der Arbeitsgemeinschaft der Wissenschaftlichen Medizinischen Fachgesellschaften.

## Ziele
Neben der Thematik STI (Sexually Transmitted Infection), Diagnostik und Behandlung, spielt die Sexuelle Gesundheit innerhalb der DSTIG eine zunehmend starke Rolle. Je nach Zielgruppe oder Zielsetzung sind in Deutschland unterschiedliche Einrichtungen mit dem Thema sexuelle Gesundheit befasst: Einrichtungen des öffentlichen Gesundheitsdienstes (ÖGD), Nichtregierungsorganisationen (NGO) sowie verschiedene medizinische sowie psychosoziale Disziplinen. Aus diesem Grund besteht in Deutschland ein hoher Bedarf an Vernetzung, Fortbildung und Öffentlichkeitsarbeit. Hier eine Verbesserung zu erzielen, das hat sich die DSTIG zur Aufgabe gemacht.

## Sektionen
Die inhaltliche Arbeit der Gesellschaft erfolgt in folgenden Sektionen: Sexuelle Gesundheit, Labordiagnostik und Leitlinienarbeit. Innerhalb der Sektion Sexuelle Arbeit bestehen Arbeitsgruppen zu den Themen Sexarbeit, Prävention, Junge Menschen und Medien.

## Medizinische Leitlinien
Die STIG beteiligt sich an der Entwicklung medizinischer Leitlinien im Rahmen des Leitlinienprogramms der AWMF, sowohl als federführende als auch als kooperierende Organisation.

## Stellungnahmen
Die Gesellschaft veröffentlicht zusätzlich Stellungnahmen zu aktuellen wissenschaftlichen und gesundheitspolitischen Themen.

## Deutsche STI-Kongresse
Die DSTIG richtet in regelmäßigen Abständen Deutsche STI-Kongresse aus. Zu diesen STI-Kongressen sind nicht nur DSTIG-Mitglieder geladen, sondern alle Interessierten, die sich in den Gebieten STD/STI-Prävention, -Diagnose, -Behandlung, über Aspekte der sexuellen Gesundheit sowie in epidemiologischen oder sozialwissenschaftlichen Themen weiterbilden möchten.
Das Kongress-Angebot beinhaltet immer auch einen praktischen Teil. In Workshops können die Teilnehmer praxisrelevante Fertigkeiten erlernen (z. B. STI-Diagnostik, Kommunikationstechniken im Arzt-Patienten-Gespräch, Proktologie etc.).

## Kooperationspartner der DSTIG
- Bundeszentrale für gesundheitliche Aufklärung (BZgA)[7]
- Deutsche Dermatologische Gesellschaft (DDG) und deren Arbeitsgemeinschaft Dermatologische Infektiologie
- European Centre for Disease Prevention and Control (ECDC)
- Gemeinnützige Stiftung Sexualität und Gesundheit (GSSG)[8]
- International Planned Parenthood Federation (IPPF)
- The International Union against Sexual Transmitted Infections (IUSTI)
- Paul-Ehrlich-Institut (PEI)
- pro familia
- Robert Koch-Institut (RKI)[9]

## Geschichte
Unter dem Titel Deutsche Gesellschaft zur Bekämpfung der Geschlechtskrankheiten (DGBG) wurde die Gesellschaft 1902 von den Dermatologen Alfred Blaschko, Edmund Lesser, Albert Neisser, Eugen Galewsky und Alfred Wolff gegründet. Die konstituierende Versammlung fand am 19. Oktober im Berliner Rathaus statt. 1933 trat der gesamte Vorstand geschlossen zurück, weil die Gesellschaft vom NS-Regime im Zuge der Gleichschaltung dem Reichsausschuss für Volksgesundheit unterstellt wurde und keine eigene politische Stimme mehr hatte.
1955 wurde die DGBG neu gegründet. Im Oktober 1994 wurde sie in Deutsche STD-Gesellschaft – Deutschsprachige Gesellschaft zur Prävention sexuell übertragbarer Krankheiten und 2011 noch einmal in Deutsche STI-Gesellschaft – Gesellschaft zur Förderung der Sexuellen Gesundheit (DSTIG) umbenannt.
Seit dem Jahr 2000 ist die Gesellschaft Mitglied der AWMF.

### Präsidenten der Gesellschaft
- 1902–1916 Albert Neisser, Breslau
- 1916–1922 Alfred Blaschko, Berlin
- 1922–1933 Josef Jadassohn, Breslau (DGBG wird dem Reichsausschuss der Nationalsozialisten unterstellt)
- 1933–0000 Bodo Spiethoff, Jena (von Nationalsozialisten als Präsident ernannt, infolgedessen Rücktritt des gesamten Vorstandes)
- 1955–1957 Alfred Stühmer, Freiburg
- 1958–1965 Philipp Keller, Aachen
- 1965–1970 Karl Wilhelm Kalkoff, Freiburg
- 1970–1975 Wilhelm Schneider, Tübingen
- 1975–1984 Hans-Joachim Heite, Freiburg[10]
- 1984–1998 Detlef Petzoldt, Heidelberg[11]
- 1998–2010 Gerd Gross, Rostock[12]
- 2010–0000 Norbert H. Brockmeyer, Bochum